# Papyrus BM 10808

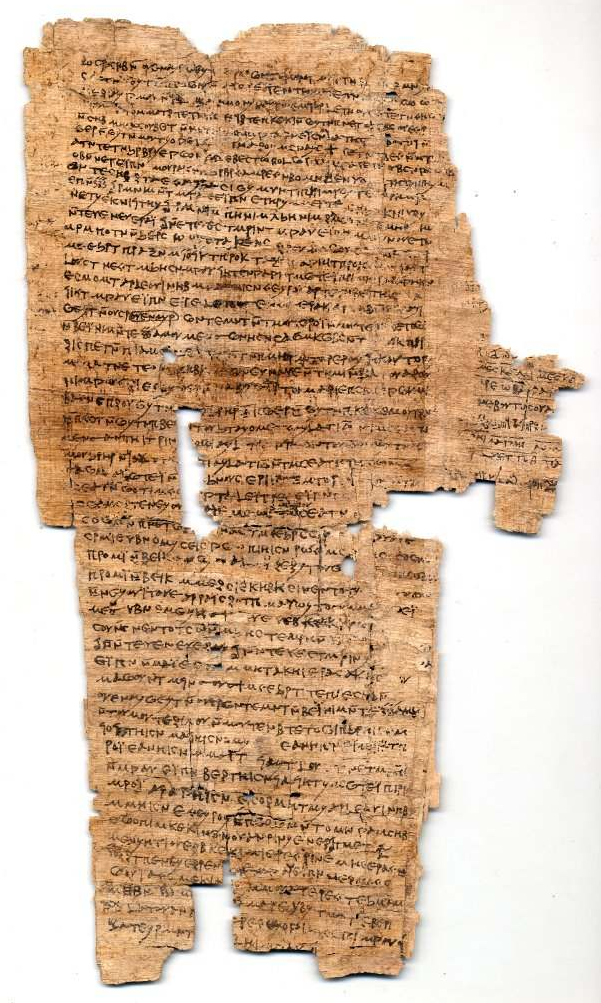
Papyrus BM 10808

Der Papyrus BM 10808 stammt aus dem 2. Jahrhundert n. Chr. und wurde in Oxyrhynchus (Ägypten) gefunden und befindet sich seit 1968 im British Museum in London.

## Inhalt
Der erhaltene Teil des Papyrus umfasst eine Kolumne, von einer weiteren sind geringfügige Reste erhalten.
Der Text stellt eine Beschwörung dreier Fieberdämonen dar und besteht aus drei Sprüchen, die nacheinander Sro, Kai und Tepie, Feinde des Wenennefer, Widersacher des Osiris, des „Ersten des Westens“, die für das Fieber verantwortlich gemacht werden, ansprechen. Diese Beschwörung ist wie andere mythologische Texte der griechisch-römischen Zeit in einem mit neuägyptischen Elementen vermischten traditionellen Mittelägyptisch verfasst.

## Bedeutung in der Wissenschaft
Während der Inhalt von eher geringem Interesse ist, ist der Papyrus aus sprachwissenschaftlicher Sicht von großem Interesse, da er in einer im Wesentlichen mittelägyptischen Sprache und einer modifizierten Form der griechischen Schrift geschrieben ist und somit einen vokalisierten Text in einer Form des älteren Ägyptisch darstellt.